# Louredo (Santa Marta de Penaguião)
Louredo é uma povoação portuguesa do Município de Santa Marta de Penaguião que foi sede da extinta Freguesia de Louredo, freguesia que tinha 7,13 km² de área e 428 habitantes (2011), e, por isso, uma densidade populacional de 60 hab/km².
A Freguesia de Louredo foi extinta (agregada) pela reorganização administrativa de 2012/2013, tendo o seu território sido agregado ao da Freguesia de Fornelos para criar a União de Freguesias de Louredo e Fornelos.

## População
| Número de habitantes | Número de habitantes | Número de habitantes | Número de habitantes | Número de habitantes | Número de habitantes | Número de habitantes | Número de habitantes | Número de habitantes | Número de habitantes | Número de habitantes | Número de habitantes | Número de habitantes | Número de habitantes | Número de habitantes |
| -------------------- | -------------------- | -------------------- | -------------------- | -------------------- | -------------------- | -------------------- | -------------------- | -------------------- | -------------------- | -------------------- | -------------------- | -------------------- | -------------------- | -------------------- |
| 1864                 | 1878                 | 1890                 | 1900                 | 1911                 | 1920                 | 1930                 | 1940                 | 1950                 | 1960                 | 1970                 | 1981                 | 1991                 | 2001                 | 2011                 |
| 734                  | 736                  | 748                  | 817                  | 697                  | 628                  | 750                  | 816                  | 861                  | 845                  | 833                  | 730                  | 596                  | 516                  | 428                  |

(Obs.: Número de habitantes "residentes", ou seja, que tinham a residência oficial neste concelho à data em que os censos  se realizaram.)
| Distribuição da População por Grupos Etários em 2001 e 2011 | Distribuição da População por Grupos Etários em 2001 e 2011 | Distribuição da População por Grupos Etários em 2001 e 2011 | Distribuição da População por Grupos Etários em 2001 e 2011 | Distribuição da População por Grupos Etários em 2001 e 2011 | Distribuição da População por Grupos Etários em 2001 e 2011 | Distribuição da População por Grupos Etários em 2001 e 2011 | Distribuição da População por Grupos Etários em 2001 e 2011 | Distribuição da População por Grupos Etários em 2001 e 2011 | Distribuição da População por Grupos Etários em 2001 e 2011 |
| ----------------------------------------------------------- | ----------------------------------------------------------- | ----------------------------------------------------------- | ----------------------------------------------------------- | ----------------------------------------------------------- | ----------------------------------------------------------- | ----------------------------------------------------------- | ----------------------------------------------------------- | ----------------------------------------------------------- | ----------------------------------------------------------- |
| Idade                                                       | 0-14                                                        | 15-24                                                       | 25-64                                                       | > 65                                                        |                                                             | 0-14                                                        | 15-24                                                       | 25-64                                                       | > 65                                                        |
| 2001                                                        | 76                                                          | 76                                                          | 251                                                         | 113                                                         |                                                             | 14,7%                                                       | 14,7%                                                       | 48,6%                                                       | 21,9%                                                       |
| 2011                                                        | 39                                                          | 46                                                          | 221                                                         | 122                                                         |                                                             | 9,1%                                                        | 10,7%                                                       | 51,6%                                                       | 28,5%                                                       |

## Património
- Igreja Paroquial de Louredo;
- Capela de Santo António, no Barreiro;
- Capela da Senhora da Ajuda, de Fiolhais;
- Capela de Santa Luísa, de Paradela do Monte.